# Willi Kampe
Willi Kampe (ur. 15 marca 1888, zm. 8 marca 1918) – niemiecki as myśliwski z czasów I wojny światowej z ośmioma potwierdzonymi zwycięstwami powietrznymi. 
Służbę w armii niemieckiej rozpoczął w 1908 roku w 4 Pułku Grenadierów Gwardii. Po odsłużeniu 2 lat został przeniesiony do rezerwy w 1910 roku. Do armii powrócił w czasie mobilizacji w 1914 roku i został przydzielony do 5 Pułku Piechoty Gwardii.
Do lotnictwa został przeniesiony w 1915 roku. Po odbyciu szkolenia został przydzielony do jednostki liniowej Feldflieger-Abteilung 35. Na początku 1917 roku przez krótki czas służył w eskadrze myśliwskiej Jagdstaffel 8, a od 15 lutego 1917 roku został przeniesiony do Jagdstaffel 27. Pierwsze zwycięstwo powietrzne odniósł dopiero po ponad pół roku służby w jednostce. 12 sierpnia 1917 roku w okolicach Moorslede zestrzelił samolot Nieuport 23 z No. 1 Squadron RAF. Do końca 1917 roku zestrzelił łącznie 6 samolotów nieprzyjaciela. 
8 marca 1918 roku w czasie ataku na samoloty bombowe Airco DH.4 należące do No. 27 Squadron RAF Willi Kampe zestrzelił jeden samolot wroga, ale sam stał się ofiarą prawdopodobnie kapitana Patricka Huskinsona lub kapitana Olivera Brysona z No. 19 Squadron RAF, stanowiącego osłonę.
Willi Kampe został pochowany na cmentarzu w Halluin.

## Odznaczenia
- Krzyż Żelazny I Klasy
- Krzyż Żelazny II Klasy